# Le Fils du Soleil
 (février 2011).
Si vous disposez d'ouvrages ou d'articles de référence ou si vous connaissez des sites web de qualité traitant du thème abordé ici, merci de compléter l'article en donnant les références utiles à sa vérifiabilité et en les liant à la section « Notes et références ».
Le Fils du soleil est un roman de Gustave Aimard publié en 1879.

## Résumé
En 1879, la Patagonie, colonie espagnole, est un désert traversé par 2 fleuves, peuplé de cougouars et d'autruches. Sanchez y retrouve ses 3 frères bomberos (surveillants d'indiens). Il leur dit que la femme qui est passée, était Neham Outah, principal Ulmen des Aucas, qui a RDV avec les autres chefs indiens. Sanchez va aussi à ce RDV avec ses frères et libère sa sœur Maria qui était prisonnière. Il la fait embaucher par don Luis dont la fille Linda doit épouser don Fernando qui est enlevé par Neham Outah, le fils du soleil, de sang inca, qui a rassemblé 200 000 hommes. Sanchez le libère. Les indiens prennent la ville espagnole mais les argentins viennent les massacrer et Sanchez tue Neham Outah.